# Gare de Vica
La gare de Vica (en hongrois : Vica vasútállomás) est une halte ferroviaire hongroise, située à Beled.